# Thời đại hoàng kim của Hồi giáo

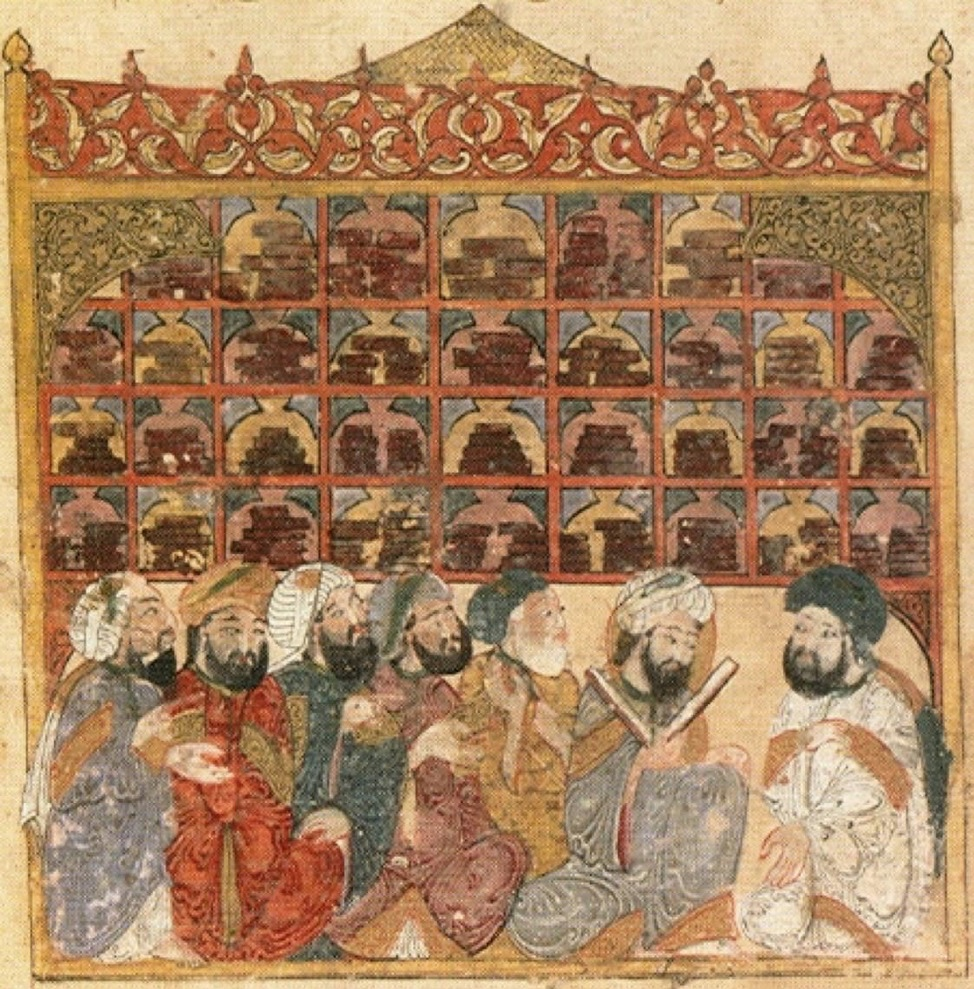
Các học giả tại một thư viện Abbasid, từ Maqamat của al-Hariri của Yahya ibn Mahmud al-Wasiti, Baghdad, 1237 CE

Thời kỳ hoàng kim của Hồi giáo hoặc thời đại hoàng kim của Hồi giáo là thời kỳ hưng thịnh về văn hóa, kinh tế và khoa học trong lịch sử Hồi giáo, theo truyền thống có từ thế kỷ thứ 8 đến thế kỷ 14. Thời kỳ này được hiểu theo truyền thống là bắt đầu từ thời Abbasid caliph Harun al-Rashid (786 đến 809) với việc khánh thành Nhà trí tuệ ở Baghdad, nơi các học giả từ nhiều nơi trên thế giới với các nền văn hóa khác nhau được ủy nhiệm thu thập và dịch tất cả các kiến thức cổ điển của thế giới sang ngôn ngữ Ả Rập. Thời kỳ này theo truyền thống được cho là đã kết thúc cùng với sự sụp đổ của caliphate Abbasid do cuộc xâm lược của người Mông Cổ và Cuộc bao vây Baghdad vào năm 1258. Một số học giả đương đại đặt sự kết thúc của Thời đại hoàng kim Hồi giáo vào cuối thế kỷ 15 đến thế kỷ 16.

## Lịch sử khái niệm

Mở rộng của Caliphates, 62 620
Mở rộng dưới thời Muhammad, 622–632
Mở rộng dưới thời Rashidun Caliphate, 632–661
Mở rộng dưới thời Umayyad Caliphate, 661–750

Phép ẩn dụ về một thời kỳ hoàng kim bắt đầu được áp dụng trong văn học thế kỷ 19 về lịch sử Hồi giáo, trong bối cảnh thời trang thẩm mỹ phương Tây được gọi là chủ nghĩa phương Đông. Tác giả cuốn Cẩm nang dành cho khách du lịch ở Syria và Palestine năm 1868 đã quan sát rằng các nhà thờ Hồi giáo đẹp nhất của Damascus là "giống như chủ nghĩa Mohammed, hiện đang suy tàn nhanh chóng" và các di tích của "thời kỳ hoàng kim của đạo Hồi".